# Buibui kankamelos
Buibui kankamelos är en spindelart som beskrevs av Griswold 200. Buibui kankamelos ingår i släktet Buibui och familjen Cyatholipidae. Inga underarter finns listade.